# Phryneta atricornis
Phryneta atricornis är en skalbaggsart som beskrevs av Leon Fairmaire 1893. Phryneta atricornis ingår i släktet Phryneta och familjen långhorningar. Inga underarter finns listade i Catalogue of Life.